# Fissidens palmatus
Fissidens palmatus är en bladmossart som beskrevs av Hedwig 1801. Fissidens palmatus ingår i släktet fickmossor, och familjen Fissidentaceae. Inga underarter finns listade i Catalogue of Life.